# Eyes of the Insane
Eyes of the Insane — сингл 2006 года, американской трэш-метал группы Slayer, с их альбома Christ Illusion (2006 г.). Текст песни повествует о душевных муках и сумасшествии американского солдата после его возвращения домой со вторжения во вторую войну в Заливе в Ираке (2003 г)[уточнить]. Основано на статье «Casualty of War» которая была опубликована в журнале Texas Monthly. Сочинённая вокалистом Томом Арайа песня получила положительные отзывы критиков. Eyes of the Insane была включена в саундтрек к фильму Пила 3, и получила премию за лучшую металлическую работу на 49-й церемонии вручения Грэмми.

## Происхождение
Проходя в аэропорту, вокалист Том Арайа наткнулся на журнал Texas Monthly, (изданный в марте 2006) на обложке которого был изображен солдатский шлем. Подняв журнал и полистав его, он наткнулся на статью про несчастный случай на войне в Ираке. Статья содержала информацию о техасских солдатах в Ираке, имела список погибших в бою. Статья сопровождалась фотографиями частей покойных, а на следующих страницах были интервью с выжившими солдатами, где они рассказывали, что очень мучаются и тоскуют по родине. Арайа позже признал, что статья потрясла его. Арайа читал статью во время полета в Лос-Анджелес. где планировалась трехдневная репетиция и запись их девятого альбом Christ Illusion с продюсером Джошем Абрахамом. Арайа оставил багаж в гостинице, чтобы посетить репетиции, затем возвратился, чтобы перечитать статью. Он проснулся в середине ночи и записал лирику.

## Музыкальная структура
Eyes of the Insane длится 3 минуты 23 секунды. Медленная барабанная партия, в исполнении Дейва Ломбардо открывает трек, далее Ханнеман и Кинг играют угловые и спускающиеся рифы на гитаре. Эти рифы гитары развиваются от стиха до стиха, и были описаны All Music «как сильные». Песня постепенно наращивает темп, это достигнуто противоречащими ключевыми изменениями, которым дают больший акцент и драматическое воздействие, пониженный строй гитар, использование семиструнных гитар. Некоторые рецензенты обратили особое внимание к вокальному вкладу Арайа.

## Музыкальное видео
Когда Slayer решили, что клип должен быть снят, гастрольные обязательства помешали им. Но группа связалась с режиссёром Тони Петроссианом, чтобы сделать запись клипа без своего участия. Он представил Slayer свой первый проект, но участники группы не оценили и дали несколько советов по усовершенствованию. Никогда не встречавший его, Кинг вспоминал Петроссиана, «Имея представление, мы сами всё придумали, ему нечего было предложить». Eyes of the Insane был снят 13 августа 2006 в Лос-Анджелесе.
В клипе крупным планом показан глаз солдата, находящегося на войне в Ираке. В радужной оболочке глаза четко отражаются боевые действия — перестрелки, драки, взрывы, отряд двигающеийся во вражескую территорию, вертолеты и танки. Также ретроспективные кадры его семьи и дома, и собственная смерть. У клипа было две версии окончания, где солдат погибает от боевых ран, и где солдат совершает самоубийство — последний вариант был использован в клипе.

## Критика
Слушая Eyes of the Insane критики сошлись в мнении, что это одна из лучших песен группы. Все критики отозвались об этой песне положительно. Песня награждена премией Грэмми за лучшую металлическую работу (49-я церемония награждений), это была первая Грэмми которую получили Slayer. Песня звучит в фильме ужасов Пила 3.

## Список композиций и формат выпуска
EU CD сингл
1. «Eyes of the Insane» (album version)
2. «Eyes of the Insane» (live version)

EU CD сингл 2
1. «Eyes of the Insane» (album version)
2. «Cult» (live)
3. «Reborn» (live In New York 1986) (enhanced video)

" Цветной Винил
1. «Eyes of the Insane» (album version)
2. «Cult» (live)